# Żupawa
Żupawa est une localité polonaise de la gmina de Grębów, située dans le powiat de Tarnobrzeg en voïvodie des Basses-Carpates.